# ماریا آسکوئرینو
ماریا آسکوئرینو (اسپانیایی: María Asquerino‎؛ ۲۵ نوامبر ۱۹۲۵ – ۲۷ فوریهٔ ۲۰۱۳) یک هنرپیشه اهل اسپانیا بود. وی بین سال‌های ۱۹۴۱ تا ۲۰۰۹ میلادی فعالیت می‌کرد.
از فیلم‌هایی که وی در آنها نقش داشته‌ست می‌توان به دو مسیر، گویا، روایتی از تنهایی، میل مبهم هوس، گاوآهن، ابله تمام‌عیار و راهزنان اشاره کرد.